# Heinrich Rademacher
Heinrich Rademacher (* 24. August 1908 in Gelsenkirchen; † 1. Juni 1984) war ein hessischer Politiker (KPD) und ehemaliger Abgeordneter des Hessischen Landtags.

## Leben
Heinrich Rademacher arbeitete nach dem Abschluss der Volksschule als Maschinenschlosser und besuchte einen Werkmeisterkurs. Er arbeitete als Betriebsangestellter und war Betriebsgruppenleiter der KPD bei Henschel Flugmotorenbau in Altenbauna.
Heinrich Rademacher war kommunalpolitisch vom 28. Mai 1948 bis zum 5. Mai 1952 als Stadtverordneter in Kassel tätig. Vom 26. Februar 1946 bis zum 14. Juli 1946 war er Mitglied des ernannten Beratenden Landesausschusses und vom 15. Juli 1946 bis zum 30. November 1946 der Verfassungberatenden Landesversammlung. In der ersten Wahlperiode vom 1. Dezember 1946 bis zum 30. November 1950 war er Mitglied des Hessischen Landtags. 1949 war er Mitglied der 1. Bundesversammlung.